# 叙利亚内战年表
叙利亚内战的主要事件依發生時間在下面列表列出。
- 叙利亚内战年表 (2011年1月－2011年4月)
- 叙利亚内战年表 (2011年5月－2011年8月)
- 叙利亚内战年表 (2011年9月－2011年12月)
- 叙利亚内战年表 (2012年1月－2012年4月)
- 叙利亚内战年表 (2012年5月－2012年8月)
- 叙利亚内战年表 (2012年9月－2012年12月)
- 叙利亚内战年表 (2013年1月－2013年6月)